# تظاهرات ۲۵ خرداد ۱۳۸۸ معترضان به نتیجه انتخابات ریاست‌جمهوری در ایران
تظاهرات اعتراضی حامیان موسوی در ایران راهپیمایی اعتراض‌آمیزی بود که در تاریخ ۲۵ خرداد ۱۳۸۸، ۳ روز پس از اعلام نتایج انتخابات ریاست جمهوری، با حضور میلیونی ایرانیان در شهر تهران، دیگر شهرهای ایران، و برخی شهرهای دیگر کشورها صورت گرفت. این تظاهرات یکی از بزرگ‌ترین تظاهرات‌های غیرحکومتی تاریخ ایران بود و در تاریخ ۳۰ساله پس از انقلاب بی‌سابقه بوده‌است.
این تظاهرات در تهران و حومه به‌دعوت میرحسین موسوی و بدون مجوز وزارت کشور جمهوری اسلامی ایران برگزار شد. اتهام تعدادی از بازداشت‌شدگان حوادث بعد از انتخابات نیز شرکت در این راهپیمایی بود. تعداد شرکت‌کنندگان نزدیک به سه میلیون نفر بود و این تعداد از هر زمان دیگری در تاریخ جمهوری اسلامی، بی‌سابقه بود.
بر اساس اعلام صداوسیمای جمهوری اسلامی ایران و شورای تأمین استان تهران ۷ نفر در این تظاهرات کشته و ۲۹ نفر زخمی شدند. برخی رسانه‌ها از مرگ تعدادی از زخمی‌ها در روزهای بعد خبر داده و تعداد کشتگان را بیش از ۱۲ نفر اعلام کرده‌اند.

## پیشینه
تمامی رقبای محمود احمدی‌نژاد نتایج انتخابات دور دهم ریاست جمهوری را متقلبانه یا مخدوش دانستند و برخی احزاب هوادار میرحسین موسوی صراحتاً از رویداد یک کودتای سیاسی در ایران خبر دادند.

### عدم صدور مجوز برای تظاهرات معترضان
عصر روز ۲۴ خرداد میرحسین موسوی در اعتراض به وضعیت موجود اعلام کرد که از وزارت کشور خواسته‌است که مجوز برگزاری تظاهرات سراسری در ایران برای روز دوشنبه ۲۵ خرداد را صادر کند. وی اعلام کرد که خود او نیز در این تظاهرات حاضر شده و در میدان آزادی سخنرانی خواهد کرد. این درخواست از سوی وزارت کشور رد شد، در شرایطی که احمدی‌نژاد روز قبلش با پوشش گستردهٔ صداوسیما جشن پیروزی خود را در میدان ولیعصر تهران برگزار کرده بود و معترضان را به «خس و خاشاک» و «هواداران تیم بازندهٔ فوتبال» تشبیه کرده بود.

### فشارها بر میرحسین موسوی
موسوی اعلام کرد در صورت رد درخواست به تحصن در آرامگاهِ روح‌الله خمینی یا حسینیهٔ جماران اقدام خواهد کرد. عصر یکشنبه موسوی با خامنه‌ای دیدار کرد. او همچنین در پیامی تلفنی گفت که تحت کنترل است و به وی فشار می‌آورند که نتیجهٔ انتخابات و پیروزی احمدی‌نژاد را بپذیرد. او گفت «امکان حضور در میان مردم یا هرنوع ارتباط و گفت‌وگو با آنان از من سلب گردیده و تحت نظارت می‌باشم. از سوی دیگر ستاد مرکزی اینجانب نیز پلمپ شده و اعضای حزب مشارکت دستگیر شده‌اند»، اما «مردم عزیز می‌خواهم ضمن حضور در صحنه، از هرگونه درگیری و تشنج که قطعاً به نفع گروه قانون‌گریز و متقلب تمام خواهد شد بپرهیزند.» کلیهٔ امکانات ارتباطی موسوی با مردم قطع بود، که از آن جمله می‌توان به فیلترینگ و اختلال در دو سایت اینترنتی ستاد وی و مسدود شدن سایر سایت‌ها و رسانه‌های نزدیک به اصلاح‌طلبان از سوی مقامات دولتی و امنیتی، اشاره کرد. روزنامهٔ کلمهٔ سبز وابسته به وی نیز از روز یکشنبه توقیف و از انتشار آن جلوگیری شده بود.

### تهدیدات و فشارها مبنی بر برخورد با معترضان
نهادهای حکومتی ضمن اعلام ممنوعیت تظاهرات حامیان موسوی به تهدید مردم و موسوی پرداخته و اقدام به اعلام‌حضور تعداد فراوانی از نیروی نظامی به محل تظاهرات کردند. دادستانی کل کشور در بیانیه‌ای به تهدید معترضان پرداخت. وزارت کشور نیز اخطار داد که «براساس قانون با تمامی برهم‌زنندگان امنیت عمومی برخورد خواهد شد.» همچنین از آغازین ساعات روز دوشنبه پلیس و لباس‌شخصی‌ها به کوی دانشگاه تهران یورش بردند، که به‌گفتهٔ برخی منابع دانشجویی چند کشته و صدها زخمی و بازداشتی در پی داشت. (نوشتار اصلی: حمله به کوی دانشگاه تهران (۲۵ خرداد ۱۳۸۸))
به‌دلیل عدم ارتباط موسوی با جامعه و بستن اغلب راه‌های ارتباطی روشن نبود که خود وی همچنان (و پس از دیدار با خامنه‌ای و عدم صورت مجوز) همچنان از تظاهرات حمایت کرده و در آن شرکت خواهد کرد یا نه. برخی رسانه‌ها اعلام کردند که وی مخالف تظاهرات بدون مجوز است اما برای جلوگیری از خشونت در جمع تظاهرکنندگان حاضر خواهد شد.

## تظاهرات‌های مردمی

### در تهران
علی‌رغم تهدیدات و فشارهای گسترده و تبلیغ رسانه‌های حکومتی مبنی بر بازداشت و برخورد با تظاهرکنندگان، این تظاهرات با حضور میلیونی حامیان موسوی برگزار گردید. با وجود آنکه جشن پیروزی احمدی‌نژاد با حمایت و تبلیغات و امکانات گستردهٔ حکومتی برگزار گردید، جمیعت حاضر در جشن وی، به‌هیچ‌عنوان قابل‌قیاس با تظاهرات حامیان میرحسین موسوی نبود. روزنامهٔ اعتماد ملی به نقل از یک نمایندهٔ ناشناس اصول‌گرای مجلس نوشت که محمد باقر قالیباف، شهردار تهران در گزارشی که در جلسهٔ غیرعلنی مجلس قرائت شده اعلام کرده که بر اساس محاسبات انجام‌شده توسط شهرداری تعداد حاضران در راهپیمایی بیش از ۳ میلیون نفر برآورد می‌شود. با این وجود در روز سی خرداد ۱۳۸۸، روابط عمومی شهرداری تهران هرگونه گزارش توسط قالیباف به مجلس دربارهٔ این تظاهرات را تکذیب کرد. حضور حداقل سه میلیون معترض در این راهپیمایی، در «بیانیهٔ تفصیلی جبههٔ مشارکت در پاسخ به کیفرخواست دادستان معزول تهران» نیز ذکر شد. در همین حال علیرضا زاکانی، نمایندهٔ اصولگرای مجلس در تاریخ ۱ آذر ۱۳۸۸ در جریان سخنرانی در دانشگاه امام صادق در بازخوانی خاطرهٔ ۲۵ خرداد از قول اکبر هاشمی رفسنجانی از تعداد «سه و نیم میلیون» نفری «که به خیابان‌ها» آمده‌بودند سخن گفت.
در ابتدای این راهپیمایی جمعیت انبوهی در میدان انقلاب گرد هم آمدند تا اعتراض خود را نسبت به نتایج انتخابات ریاست جمهوری اعلام کنند. با این حال برگزاری این راهپیمایی به‌علت مسدود بودن منابع خبری و اخبار ضدونقیضی که در مورد آن پخش می‌شد، حتمی به نظر نمی‌رسید. حتی از قول دعوت‌کنندگان مردم به راهپیمایی نیز بیانیه‌هایی منتشر شد که برگزاری آن را در فضای مبهم‌تری قرار داد. با این حال در شرایطی که گمان می‌رفت مردم و مغازه‌ها به زندگی روزمرهٔ خود مشغول هستند، رفته‌رفته راهپیمایان و هم‌زمان نیروهای ضدشورش نیز در اطراف میدان انقلاب استقرار یافتند. این جریان ادامه داشت تا آنکه در ساعت ۴ و ۱۰ دقیقه، سیل عظیم راهپیمایان به روبه‌روی دانشگاه تهران رسیدند و جمعی از دانشجویان نیز که در پشت میله‌های دانشگاه گرد آمده بودند، به جمع راهپیمایان پیوستند. در این زمان بود که مردم از خیابان‌های منتهی به میدان انقلاب، خیابان‌های کارگر شمالی و جنوبی، خیابان ۱۶ آذر، خیابان جمالزادهٔ شمالی و جنوبی، خیابان اسکندری و دیگر خیابان‌ها، به جمع راهپیمایان پیوستند و جمعیت به سمت خیابان‌های آزادی و انقلاب جریان پیدا کرد.

دانشجویان معترض در بالای ساختمانی در دانشگاه شریف

بسیاری از طرفداران میرحسین موسوی با لباس‌های سبزرنگ یا با داشتن عناصری سبزرنگ در پوشش در تجمع حاضر شدند و در سکوت، در حالی که دست‌هایشان را به‌علامت پیروزی بالا برده بودند، در خیابان‌های منتهی به میدان انقلاب و خیابان آزادی حرکت کردند. جمعیت هرچه بیشتر به سمت خیابان آزادی می‌رفت اثر کمتری از نیروهای لباس شخصی، نیروهای حکومتی دیده می‌شد، تا جایی که در نبش خیابان اسکندری شمالی تعدادی از نیروهای ضدشورش به ماشین‌های خود برگشتند و سیل جمعیت از چهارراه نواب گذشت.
هر چند قرار بود راهپیمایی معترضان به نتیجهٔ دهمین دورهٔ انتخابات ریاست جمهوری تنها به مسیر بین میدان‌ها انقلاب و آزادی تهران محدود شود، اما در اثر افزایش شمار تظاهرکنندگان، مسیر تظاهرات به خیابان‌های اطراف کشیده شد. بر پایهٔ منابع خبری، راهپیمایان مسیری ۸ کیلومتری را پر کرده بودند. بر اساس گزارش‌ها، هر لحظه به تعداد این جمعیت اضافه می‌شد.
از این نقطه به بعد و در حالی‌که به‌طور مرتب خبر از حضور میرحسین موسوی و خاتمی در میان تظاهرکنندگان می‌رسید، مردم به سردادن شعارهای مختلف پرداختند.

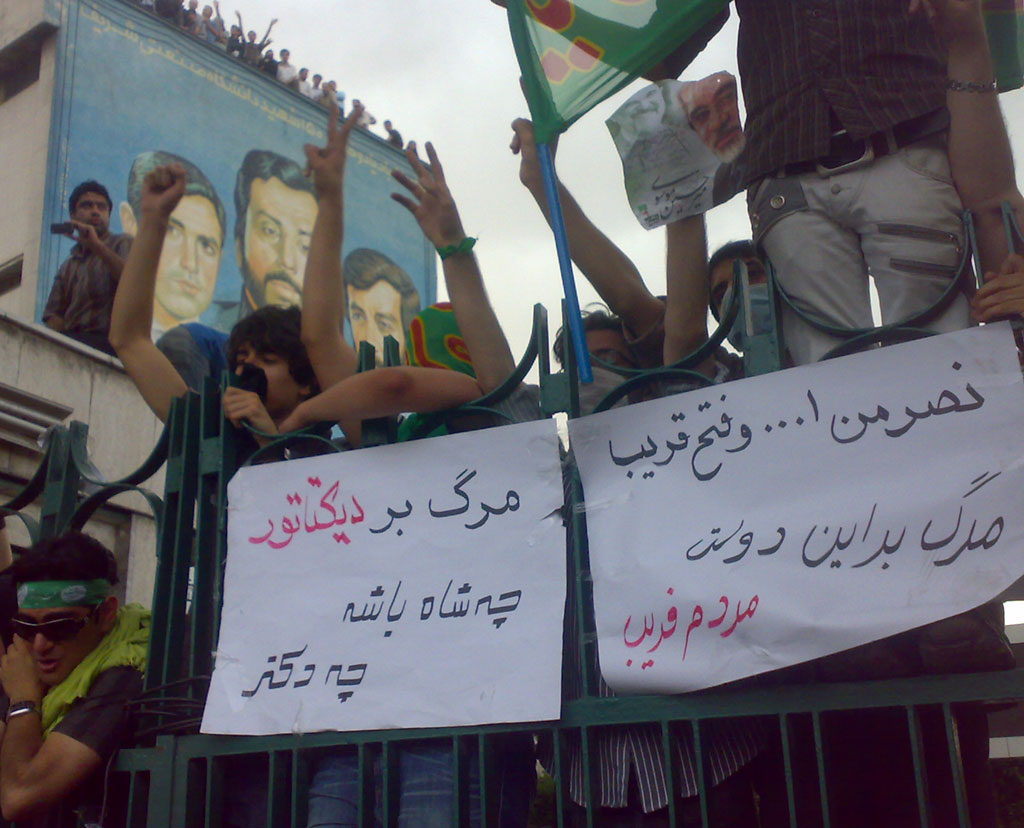
دانشجویان در سردر دانشگاه شریف دست‌نوشته‌هایی را در دست داشتند

راهپیمایان به‌دلیل نبود امکانات صوتی، به‌صورت پراکنده شعارهایی همچون «یا حسین میرحسین»، «شعار ما یک‌کلام، نخست‌وزیر امام»، «الله اکبر الله اکبر»، «موسوی موسوی حمایتت می‌کنیم»، «موسوی موسوی داماد لرها»، «موسوی موسوی پسر ترک‌ها»، «تقلب ۱ درصد، ۲ درصد نه ۵۳ درصد»، «این ۶۳ درصد که میگن کو، دروغگو؟» و «احمدی آگاه باش، ما مردمیم نه اوباش» و شعارهای دیگر سر می‌دادند، و با حرکت در خیابان آزادی و بالا گرفتن انگشتان دست به نشانهٔ پیروزی، اعتراض خود به برگزارکنندگان و ناظران انتخابات و نتیجهٔ آن و نیز بی‌اعتنایی مسئولان نسبت به خواسته‌هایشان، را به نمایش گذاشتند.
در این راهپیمایی میرحسین موسوی، مهدی کروبی، و محمد خاتمی حضور داشتند، و فعالان سیاسی از جمله محمد رضا خاتمی، مجید انصاری، محمدعلی ابطحی، و غلامحسین کرباسچی نیز در جمع مردم دیده شدند، که مردم به گرمی از آنان استقبال کردند. شرکت این افراد در این راهپیمایی پس از آنکه وزارت کشور مجوزی برای راهپیمایی هواداران میرحسین موسوی نداد، صورت گرفت. موسوی که به‌همراه همسر خود در این تظاهرات حاضر بود، بدون هیچ‌گونه امکاناتی با یک بلندگوی سادهٔ دستی برای آنان سخنرانی کوتاهی ایراد کرد و بر لزوم دفاع از رأی مردم تأکید کرد. پس از پایان سخنرانی موسوی، جمعیت به حرکت خود به سوی میدان آزادی ادامه داد؛ آن هم در حالی‌که هر لحظه بر تعداد تظاهرکنندگان افزوده می‌شد تا جایی که به‌تدریج صف تظاهرکنندگان از پیچ شمیران تا میدان آزادی قابل ردگیری بود. مردمی که در این مسیر طولانی درخانه‌هایشان بودند نیز به پشت بام‌ها آمده بودند و با تکان دادن پرچم سبز حمایت خود را از این تظاهرات اعلام می‌کردند.
حجم جمعیت تظاهرکنندگان به قدری بود که گذر آن‌ها از انقلاب تا آزادی، ۴ ساعت به درازا کشید. در حالی که حدود ساعت ۶ جمعیت به میدان آزادی رسیده بود، انتهای جمعیت هنوز در میدان فردوسی قرار داشت. به همین علت بود که نیروهای حکومتی تا انجام این مرحله، از هر نوع واکنشی امتناع کردند. به‌نوشتهٔ روزآنلاین «حتی چند نفر از نیروهای ضد شورش هم به میان جمعیت آمدند و به راهپیمایان پیوستند که با ابراز احساسات مردم روبه‌رو شدند.» بالگردهای پلیس در طول راهپیمایی، مردم را تحت نظر داشتند. به‌نوشتهٔ روزآنلاین «در طول مسیر در بسیاری از خانه‌های شخصی و دیگر موسسات خصوصی باز بوده و بین مردم آب سرد توزیع می‌کردند.»
تا قبل از شنیدن تیراندازی، در طول راهپیمایی هیچ‌گونه درگیری و ناآرامی رخ نداده بود، اما در پایان راهپیمایی در حالی که مردم در حال پراکنده شدن بودند، با تیراندازی و ناآرامی همراه شد، که بر اثر آن شماری کشته و زخمی شدند.
با تاریک شدن هوا فریاد «الله اکبر» مردمی که برای دومین شب متوالی بر بام خانه‌ها جمع شده بودند بلند شد. همچنین یکشنبه شب (۲۴ خرداد)، مخالفان محمود احمدی‌نژاد فریاد «مرگ بر دیکتاتور» سر داده بودند.

### در سایر شهرهای ایران
هم‌زمان با تهران در سایر شهرها تظاهرات‌های گسترده مردمی برگزار شد که به‌شدت سرکوب گردید.
- در شهر شیراز اعتراضات مردم در میدان دانشجو تا چمران و همین‌طور معالی آباد چشمگیر بود. اما به‌طرز وحشیانه‌ای با معترضین برخورد شد.
- در شهر اصفهان حملات نیروهای پلیس به معترضان به زخمی شدن چند نفر از مردم انجامید. به‌گفتهٔ شاهدان عینی برخی از تظاهرکنندگان مورد ضرب‌وجرح پلیس قرار گرفتند و برخی در اثر اصابت تیر اسلحهٔ ساچمه‌ای زخمی شدند.[۲]
- در شهر ارومیه تظاهرات از حدود ساعت ۴ بعدازظهر در خیابان خیام جنوبی آغاز شد. با افزوده شدن جمعیت، معترضین حوالی ساعت ۵ بعد ظهر، پیشروی به سمت چهارراه خیام و سپس سه‌راه باکری را آغاز کردند ولی در این هنگام با حملهٔ ناگهانی و خشونت‌آمیز نیروهای یگان ویژه مواجه گشتند، که بر اثر حملهٔ مأموران، با زخمی شدن چند نفر، مردم به سمت خیابان‌های امام و کاشانی و کوچه‌های اطراف متفرق شدند. در تقاطع خیابان خیام و امام بار دیگر درگیری شدیدی بین مردم و یگان ویژهٔ نیروی انتظامی درگرفت که چندین نفر به‌شدت زخمی شده و بر روی زمین افتادند.[۱۶]
- در شهر اهواز به‌نوشتهٔ آسوشیتدپرس، حدود دو هزار نفر شعار می‌دادند «ما دیکتاتور نمی‌خوایم» که پلیس با باتون به برخی از آن‌ها حمله کرد.[۲]
- در شهر تبریز راهپیمایی آرام اعتراض‌آمیز به نحوهٔ برگزاری انتخابات دهم ریاست‌جمهوری، منجر به دستگیری برخی از اعضای نهضت آزادی و جمعی از نیروهای ملی‌مذهبی و پزشکان خوشنام و فعالین حقوق بشر شد، که پس از دستگیری به مکان نامعلومی منتقل شدند. این تعداد از فعالین سرشناس حقوق بشر در جریان راهپیمایی آرام اعتراض‌آمیز مردم تبریز، در میدان آبرسان تبریز دستگیر شدند.[۱۷]
- در شهر زاهدان جمعیتی بیش از چهار هزار نفر هنگام بعد از ظهر، در اعتراض به اعلام نتایج انتخابات از سوی وزارت کشور هم‌گام با دیگر معترضان در سراسر کشور دست به تظاهرات گسترده‌ای زدند. این تظاهرات با حضور دانشجویان دانشگاه سیستان و بلوچستان و تعدادی از استادان این دانشگاه صورت گرفت. دانشجویان مسیر دانشکدهٔ مهندسی تا ادبیات را از داخل دانشگاه راه‌پیمایی کردند و با شعارهای «موسوی موسوی حمایتت می‌کنیم» و «موسوی پرچم ایران را پس بگیر» و «موسوی رای ما را پس بگیر» و خواندن سرود یار دبستانی مسیر دور دانشگاه را طی کردند.[۱۸]
- در شهر رشت از ساعت چهار بعد از ظهر به وقت محلی کسانی که از میرحسین موسوی و مهدی کروبی خواستار بازپس‌گیری آرای خود بودند مقابل استانداری رشت تجمع کردند و گزارش‌هایی مبنی بر ضرب‌وجرح این افراد به‌دست نیروهای یگان ویژه و لباس شخصی‌ها منتشر شد.[۲]
- در شهر مشهد درحالی‌که دانشجویان در دانشگاه فردوسی مشهد تحصن کرده بودند، مورد هجوم نیروهای لباس شخصی قرار گرفتند. این درگیری اطراف در شمالی دانشگاه فردوسی مشهد رخ داد و خیابان‌های باهنر، وکیل آباد و دیگر خیابان‌های منتهی به دانشگاه محاصره شدند و امکان عبورومرور مردم سلب شد. در حالی که دانشجویان در محاصره بودند و درهای دانشگاه بسته شده بود، امکان خروج دانشجویان از دانشگاه وجود نداشت. تعداد نامعلومی از دانشجویان بازداشت شدند.[۱۹]
- در شهر کرمان هم ناآرامی‌ها ادامه داشت و نیروهای پلیس در این شهر هم با باتون به طرفدارانِ کروبی و موسوی حمله کردند.[۲]

براساس گزارش‌ها از تهران و شماری دیگر از شهرها، مأموران دولتی و پلیس ضدشورش به برخورد خشونت‌آمیز علیه تظاهرکنندگان متوسل شده و به‌گفتهٔ برخی از مخالفان دولت، اموال شخصی را نیز هدف تخریب قرار داده‌اند.

### در دیگر کشورها
- در شهر کوالالامپور مالزی، حدود هزار نفر از ایرانیان در اعتراض به نتایج انتخابات، در مقابل ساختمان سازمان ملل متحد در این شهر، گرد هم آمدند.[۱۲] این عده که در ۲۵ خرداد برای سومین روز متوالی با پلاکاردهایی با مضمون «رای ما کجاست؟» تحصن کرده بودند در گفت‌وگو با خبرنگاران خواستار ابطال انتخابات در ایران شدند.[۱۲][۱۴] پلیس که نتوانسته بود این افراد که بیش از ۷۰۰ نفر بودند را متفرق کند به شلیک گاز اشک‌آور متوسل شد که موجب جراحت دو ایرانی شد.[۱۴][۲۰]
- در شهر پاریس فرانسه، بیش از هزار ایرانی با پلاکاردهایی با مضمون «رأی من کجاست؟» جمع شده‌بودند و با شعارهایی از قبیل: «ما نمی‌خوایم دیکتاتور، چه شاه باشد چه دکتر»، اعتراض خود را نسبت به نتایج انتخابات ریاست‌جمهوری ایران ابراز داشتند. این تجمع که بیشتر جمعیت آن را جوانان تشکیل می‌دادند، در میدان تروکادورو که به میدان حقوق بشر معروف است برگزار شد، و توجه بسیاری از رسانه‌های فرانسوی را به خود جلب کرد. در ابتدا قرار بود این تجمع در مقابل سفارت ایران در فرانسه شکل گیرد که به‌دلیل محاصرهٔ خیابان‌های منتهی به سفارت توسط پلیس فرانسه، در این میدان برگزار شد.[۲۱]

## سخنرانی میرحسین موسوی در جمع معترضان
میرحسین موسوی که در جمع معترضان حاضر شده بود، در این تجمع گفت: «راه‌حل بنده، ابطال این انتخابات مخدوش است و این کمترین هزینه را برای ملت ما خواهد داشت، وگرنه از اعتماد ملت به دولت و نظام هیچ چیزی باقی نخواهد ماند.»
او با ادای احترام «به کسانی که سایر کاندیداها را انتخاب کرده‌اند» اعلام کرد: «مردم ما بر سر این حق خود ایستاده‌اند و من هم آماده‌ام همه‌گونه هزینه‌ای را برای تحقق آرمان‌های شما ملت عزیز بپردازم.» او رأی مردم را «مهم‌تر از موسوی یا هرکس دیگر» خواند و گفت: «ان‌شاءالله حقمان را پس خواهیم گرفت.» وی گفت: «من نامه‌ای به شورای نگهبان نوشته‌ام و موارد تخلف را شرح داده‌ام، گر چه امیدوار به شورای نگهبان نیستم. تعداد زیادی از اعضای شورای نگهبان در طول انتخابات بی‌طرفی خود را نگه نداشتند و از کاندیدای دولتی حمایت کردند.»
همچنین محمدرضا خاتمی برادر محمد خاتمی که پس از اعلام نتایج انتخابات به‌مدت کوتاهی از سوی نیروهای امنیتی دستگیر شده بود در تجمع معترضان، دولت را به تقلب و دستکاری آرای مردم متهم کرد و گفت: «ما تا زمان ابطال نتایج و برگزاری انتخاباتی تازه به حرکت خود ادامه خواهیم داد.»

## تیراندازی به سمت مردم
در پایان تظاهرات این روز نیروهای بسیجی از پشت‌بام پایگاه بسیج مقداد اقدام به تیراندازی به سمت مردم نمودند که موجب کشته‌شدن تعدادی از تظاهرات‌کنندگان شد. به‌گفتهٔ پدر یکی از کشتگان این روز از زبان معاون امنیتی-اجتماعی استانداری تهران به‌دستور مقامات بالاتر به نیروهای مستقر در میدان آزادی دستور شلیک ۴۰ دقیقه گلوله پلاستیکی و مشقی داده شد تا مردم را پراکنده کنند.

### آسیب‌دیدگان و جان‌باختگان
در جریان این تظاهرات با تیراندازی از مقر بسیج به سمت تظاهرکنندگان شمار زیادی کشته شدند. همچنین چندین تن نیز بر اثر تیراندازی مجروح شدند.
- احمد نعیم آبادی بر اثر شلیک گلوله در حاشیهٔ میدان کشته شد.[۲۴]
- محرم چگینی در مقابل پایگاه بسیج مقداد به‌ضرب گلوله کشته شد.
- کیانوش آسا در میدان آزادی به‌دلیل اصابت دو گلوله به سینه‌اش کشته شد.
- حسین اخترزند در اصفهان توسط نیروهای بسیج از طبقهٔ سوم به پایین پرتاب شده و جان باخت.
- علیرضا افتخاری به‌علت ضربه باتوم نیروهای امنیتی به سرش دچار ضربهٔ مغزی شد و درگذشت.
- ناصر امیرنژاد در خیابان محمدعلی جناح در تیراندازی از ساختمان بسیج کشته شد.
- محمود رئیسی‌نجفی در میدان آزادی تهران با گلوله و ضرب‌وجرح نیروهای امنیتی مجروح و پس از ۱۳ روز در منزل درگذشت.
- فهیمه سلحشور به‌دلیل اصابت باتون به سر توسط نیروهای بسیجی در میدان ولی عصر تهران کشته شد.
- داوود صدری با شلیک از بام پایگاه بسیج مقداد جان باخت.
- حسین طهماسبی در کرمانشاه به‌دلیل اصابت ضربات باتون پلیس به سرش کشته شد.
- مهدی کرمی در محلهٔ جنت‌آباد تهران به قتل رسید.
- حسام حنیفه در برابر پایگاه بسیج مقداد، بر اثر اصابت گلوله کشته‌شد.
- علی حسن‌پور در خیابان آزادی بر اثر اصابت گلوله به سر جان باخت.[۲۵][۲۶]
- فاطمه رجب‌پور در میدان آزادی بر اثر اصابت گلوله کشته شد.[۲۷]
- سرور برومند در میدان آزادی بر اثر اصابت گلوله کشته شد.[۲۷]
- علیرضا صبوری میاندهی بر اثر عفونت ناشی از ترکش‌های گلولهٔ شلیک‌شده به سرش، جان خود را از دست داد.[۲۸][۲۹]
- رامین رمضانی در میدان آزادی به‌ضرب گلوله کشته شد.[۳۰]
- مهدی ستارنسب در تظاهرات این روز مفقود شد و به‌دلیل نامعلومی کشته شد.[۳۱]
- امیرحسین طوفان‌پور به‌دلیل اصابت گلوله و ضربات دیگر کشته شد.[۳۲]

## واکنش‌ها و اظهارات

### واکنش‌های داخلی
- هادی خامنه‌ای دبیرکل مجمع نیروهای خط امام با اشاره به این راهپیمایی گفت: «جا دارد از متانت و آرامش مردم و راهپیمایی مسئولانهٔ آن‌ها در کنار حضور متعهدانهٔ مهندس موسوی و سایر چهره‌های سیاسی قدردانی کرد. به نظر من همین راهپیمایی میلیونی در تهران نوعی همه‌پرسی و اعلام رأی است. مگر همین راهپیمایی‌های میلیونی و آرام مردم در سال ۵۷–۵۶ مهم‌ترین معیار امام برای اعلام نظر و همراهی مردم نبود و مگر به اتکای همین راهپیمایی‌ها نبود که تأیید ملت را اعلام و دولت را تشکیل دادند.» او ادامه داد: «اگر از همین جمعیتی که در تهران راهپیمایی کرد و عمدتاً هم در سن رای بود برآوردی داشته باشید می‌توان رأی مهندس موسوی را بیشتر از آنچه که در تهران اعلام شده دانست این در حالی است که همهٔ حامیان او در این راهپیمایی شرکت نداشتند.»[۳۳]
- میرحسین موسوی در تاریخ ۳۱ مرداد گفت: «راهپیمایی عظیم و شگفتی‌آفرین ۲۵ خرداد به‌رغم مشکلات و محدودیت‌های فراوان که با خویشتنداری معنادار و هوشمندی کامل مردم و عاری از شعارهای ساختارشکن همراه شد، برای درک خواست و ارادهٔ مردم کافی بود و فرصتی برای نظام ایجاد کرد که در صورت تن دادن به خواست مردم و استفاده از فرصت می‌شد با کمترین هزینه به ساماندهی مشکلات کشور پرداخت.» او گفت «اقتدارگرایان در تدارک ریشه‌کن کردن اصلاح‌طلبی و حرکت‌های مستقل با اتهام‌تراشی و انگ‌زنی بودند اما حضور میلیونی مردم در راهپیمایی ۲۵ خرداد مانع از عملیات گسترده علیه اصلاحات شد.»[۳۴]
- علیرضا بهشتی در تاریخ ۱ مهر ۱۳۸۸ دربارهٔ این راهپیمایی چنین گفت: «واقعیت این است که تظاهرات عظیم روز ۲۵ خرداد با منابع اعطایی بنیاد سوروس و به دست کسانی که از چند روز قبل در زندان به سر می‌بردند سازماندهی نشد، بلکه این مردم بودند که به‌صورت خودجوش این رویداد تاریخی را رقم زدند. در روز ۲۵ خرداد از چندین طریق به دفتر مهندس موسوی پیغام رسید که نیروهای ضدشورش با حاضران در تظاهرات … برخورد خواهند کرد و مسئولیت خون این عده به گردن اوست، از این رو دکتر بهزادیان رئیس ستاد انتخاباتی مهندس موسوی رسماً در سایت قلم اعلام کرد چون مجوز لازم صادر نشده‌است، راهپیمایی برگزار نخواهد شد. روز دوشنبه ۲۵ خرداد ۱۳۸۸ ساعت ۲ بعدازظهر تعداد قابل‌توجهی از دوستان مهندس موسوی در دفتر او جمع شده بودند و به او اصرار می‌کردند به خیابان نرود، زیرا با توجه به اطلاعیه‌ای که از سوی آقای بهزادیان منتشر شده‌است تنها تعداد کمی از کسانی که از لغو تظاهرات بی‌اطلاعند خواهند آمد و قاعدتاً برای زهر چشم گرفتن از دیگران، این عده به‌شدت سرکوب می‌شوند و جان هرکسی که به میانشان برود هم در معرض خطر قرار می‌گیرد. اتفاقاً آن روز تنها استدلال مهندس موسوی برای حضور در خیابان این بود که در چنین شرایطی نمی‌تواند مردم را تنها بگذارد، شاید حضورش هزینه سرکوب را بالا ببرد و از شدت آن کم کند. علی‌رغم تمامی این پیش‌بینی‌ها آن جمعیت عظیم در صحنه حاضر شد. واقعیت این‌هاست.»[۳۵]

### واکنش‌های افراد و رسانه‌های بین‌المللی
روزنامه‌های تایمز، ایندیپندنت، گاردین و فایننشیال تایمز روز دوشنبه ۱۵ ژوئن (۲۵ خرداد) خبر اصلی صفحه‌های اول خود را به رویدادهای ایران اختصاص داده‌اند. جان لاین خبرنگار بی‌بی‌سی در تهران تظاهرات عظیم مخالفان در روز دوشنبه را یک «زلزلهٔ سیاسی» توصیف کرد. همچنین بان کی مون دبیرکل سازمان ملل متحد روز دوشنبه، ۲۵ خرداد، اعلام کرد که خواست مردم ایران باید کاملاً مورد احترام قرار بگیرد.